# Externalización de la moral
La externalización de la moral se define como brindar la responsabilidad de toma de decisiones éticas a entidades externas, a menudo los algoritmos.
El término se utiliza a menudo en temas de informática y equidad algorítmica, pero puede aplicarse a cualquier situación en la que uno apela a agentes externos para liberarse de la responsabilidad por sus acciones.En este contexto, se refiere a la tendencia donde la sociedad culpa a la tecnología, en lugar de a los creadores o usuarios, por cualquier daño que este pueda causar.

## Definición
El término externalización de la moral fue acuñado por Rumman Chowdhury, científica de datos interesada en la intersección entre la inteligencia artificial y los problemas sociales. Chowdhury utilizó el término para describir los temores inminentes de la llamada Cuarta Revolución Industrial después del auge de la inteligencia artificial.
La externalización de la moral es comúnmente aplicada por tecnólogos, la cual es usada para alejarse de su cometido en productos de construcción ofensivos. En su charla de TED Talk, Chowdhury da el ejemplo de un creador justificando su proyecto al decir que él solamente estaba haciendo su trabajo. A esto se le conoce como un caso de externalización moral, ya que el creador no afronta las consecuencias de su creación.
Cuando se trata de IA, la externalización de la moral permite a los creadores decidir cuándo la máquina es humana y cuándo es una computadora, trasladando la culpa y la responsabilidad de las dificultades morales de tecnólogos a la tecnología. Las conversaciones sobre la IA, el sesgo y sus impactos requieren de una gran responsabilidad para lograr cambios significativos. Es difícil abordar estos sistemas sesgados si sus creadores usan la externalización moral para eludir cualquier responsabilidad que se presente.
Un ejemplo de externalización de la moral es el enojo que se le tiene a las máquinas por arrebatar empleos a los humanos, cuando, en realidad, son las empresas las que optan por implementar estas tecnologías, poniendo en riesgo los empleos.
El término “externalización de la moral” refiere al concepto de externalización, o contratar empresas externas para completar trabajos específicos destinados hacia otra organización. En el caso de externalización moral, el trabajo de resolver dilemas morales o tomar decisiones de acuerdo con un código ético debe ser realizado por otra entidad.

## Usos en la vida real
En el campo médico, la IA está cada vez más implicada en los procesos de la toma de decisiones acerca de cuáles pacientes tratar y de qué manera.La responsabilidad del médico de tomar decisiones informadas sobre lo que es mejor para sus pacientes se externaliza a un algoritmo. La simpatía es también una parte importante para la práctica médica; un aspecto que, claramente, la inteligencia artificial no tiene. Esta forma de externalización moral es una gran preocupación para la medicina.

Otro campo de tecnología en el cual la externalización moral se presenta es en los vehículos autónomos. El profesor Keith Abney de la Universidad Politécnica Estatal de California propuso un escenario como ejemplo: “ 
Supongamos que hay adolescentes [problemáticos] que ven un vehículo autónomo y se avientan hacia él. Saben que el vehículo autónomo va a salirse del camino y caer en un precipicio, pero ¿debería? 
La decisión de sacrificar al vehículo autónomo (y cualquier pasajero a bordo) o el vehículo que se lanzó contra éste se registrará en los algoritmos que definan la conducta del coche. En este caso de externalización de la moral, la responsabilidad de cualquier daño causado por el accidente podría ser atribuida al vehículo autónomo, en vez de a los creadores que escribieron el protocolo en el que éste se va a basar para “decidir” qué hacer. 
También se usa la externalización de la moral para atribuir las consecuencias de algoritmos de policía predictiva a la tecnología en vez de a sus creadores o a la policía. Existen muchas preocupaciones en relación con la policía predictiva debido a la vigilancia excesiva de comunidades minoritarias y de bajos ingresos que conlleva.
En el contexto de la externalización de la moral, el ciclo de retroalimentación positiva que deriva de enviar fuerzas policiacas desproporcionales a grupos minoritarios es atribuido al algoritmo y a los datos que alimentan este sistema, en vez de a los usuarios y creadores de la tecnología de la policía predictiva.

## Fuera de la tecnología

### Religión
También es común oír de la externalización de la moral en relación con la religión para justificar la discriminación o la violencia. En su libro What It Means to be Moral ("¿Qué significa ser moral?" en español), el sociólogo Phil Zuckerman contradice la popular creencia religiosa que la moralidad proviene de Dios. Con frecuencia se hace referencia a la religión para defender posturas morales sin que exista ninguna relación entre éstas, que son individuales y las creencias religiosas. En estos casos, los creyentes “externalizan” sus opiniones y creencias personales al declarar que son un producto de su identidad religiosa. Esto se observa cuando se nombra a la religión como un factor influyente en las creencias políticas, así como en las creencias médicas, y para justificar casos de violencia extrema.

### Manufactura
También puede observase la externalización de la moral en el mundo de los negocios, más específicamente, en la manufactura de bienes y en la evasión de la responsabilidad ambiental. Algunas empresas en los Estados Unidos están acostumbradas a mover su producción a países extranjeros en los que las políticas ambientales son menos estrictas para evadir las leyes contra la contaminación vigentes en su país. Un estudio en la revista Harvard Business Review mostró que “en países con regulaciones ambientales estrictas, las empresas presentan, en promedio, 29% de emisiones nacionales menos. Por otro lado, estas regulaciones restrictivas conllevan un aumento del 43% de las emisiones extranjeras. Las consecuencias del aumento de los índices de contaminación se atribuyen a las regulaciones poco estrictas de estos países, en vez de a las empresas que se trasladaron a ellos deliberadamente para evitar políticas estrictas contra la contaminación.